# Macromitrium angulosum
Macromitrium angulosum är en bladmossart som beskrevs av George Henry Kendrick Thwaites och Mitten 1873. Macromitrium angulosum ingår i släktet Macromitrium och familjen Orthotrichaceae. Inga underarter finns listade i Catalogue of Life.